# Пјан дела Пјеве (Перуђа)
Пјан дела Пјеве је насеље у Италији у округу Перуђа, региону Умбрија.
Према процени из 2011. у насељу је живело 70 становника. Насеље се налази на надморској висини од 382 м.